# Pungert (Škofja Loka)
Pungert is een plaats in Slovenië en maakt deel uit van de gemeente Škofja Loka in de NUTS-3-regio Gorenjska. De plaats telde 158 inwoners op 1 januari 2020.